# World Team Challenge 2020
World Team Challenge 2020 (oficjalnie Joka Classic Biathlon World Team Challenge auf Schalke 2020) – dziewiętnasta edycja pokazowych zawodów biathlonowych, które rozegrano 28 grudnia 2020 roku na obiekcie biathlonowym Chiemgau-Arena w Ruhpolding bez udziału publiczności ze względu na ograniczenia spowodowane pandemią COVID-19. Zawody składały się z dwóch konkurencji: biegu masowego i biegu pościgowego; w obu zwyciężył rosyjski duet Jewgienija Pawłowa–Matwiej Jelisiejew. Łącznie to było piąte zwycięstwo rosyjskiej drużyny w imprezie – wcześniej w 2007, 2010, 2012 i 2017 roku.

## Wyniki

### Bieg masowy
Źródło:.
| Poz. | Nazwisko                                | Reprezentacja | Czas [min.] (+kara) |
| ---- | --------------------------------------- | ------------- | ------------------- |
| 1.   | Jewgienija Pawłowa / Matwiej Jelisiejew | Rosja         | 33:15,3 (+3)        |
| 2.   | Franziska Preuß / Simon Schempp         | Niemcy        | +18,2 (+4)          |
| 3.   | Lisa Hauser / Julian Eberhard           | Austria       | +50,2 (+8)          |
| 4.   | Dorothea Wierer / Lukas Hofer           | Włochy        | +1:09,1 (+9)        |
| 5.   | Wita Semerenko / Dmytro Pidruczny       | Ukraina       | +1:17,1 (+6)        |
| 6.   | Denise Herrmann / Benedikt Doll         | Niemcy        | +1:19,7 (+9)        |
| 7.   | Markéta Davidová / Michal Krčmář        | Czechy        | +1:45,6 (+8)        |
| 8.   | Dzinara Alimbiekawa / Anton Smolski     | Białoruś      | +1:50,1 (+7)        |
| 9.   | Elisabeth Högberg / Torstein Stenersen  | Szwecja       | +2:26,0 (+9)        |
| 10.  | Lena Häcki / Sebastian Stalder          | Szwajcaria    | +3:38,9 (+10)       |

### Bieg pościgowy
Źródło:.
| Poz. | Nazwisko                                | Reprezentacja | Czas [min.] (+kara) |
| ---- | --------------------------------------- | ------------- | ------------------- |
| 1.   | Jewgienija Pawłowa / Matwiej Jelisiejew | Rosja         | 33:06,4 (+2)        |
| 2.   | Franziska Preuß / Simon Schempp         | Niemcy        | +7,1 (+3)           |
| 3.   | Denise Herrmann / Benedikt Doll         | Niemcy        | +25,1 (+4)          |
| 4.   | Dorothea Wierer / Lukas Hofer           | Włochy        | +25,2 (+4)          |
| 5.   | Lisa Hauser / Julian Eberhard           | Austria       | +40,1 (+7)          |
| 6.   | Markéta Davidová / Michal Krčmář        | Czechy        | +1:39,6 (+5)        |
| 7.   | Lena Häcki / Sebastian Stalder          | Szwajcaria    | +1:59,8 (+4)        |
| 8.   | Dzinara Alimbiekawa / Anton Smolski     | Białoruś      | +2:14,7 (+8)        |
| 9.   | Wita Semerenko / Dmytro Pidruczny       | Ukraina       | +2:39,6 (+7)        |
| 10.  | Elisabeth Högberg / Torstein Stenersen  | Szwecja       | zdublowani          |